# Логвиненко Олександр Олексійович
Логвиненко Олександр Олексійович (25 липня 1936, с. Товмач Шполянського р-ну Київської, нині Черкаської області — 28 березня 2007, Львів) — український астроном, фізик. Кандидат фіз.-мат. наук (1968). Директор Астрономічної обсерваторії Львівського національного університету ім. І. Франка в 1977—2002 рр.

## Біографія
Закінчив Львівський університет (1959), де відтоді й працював: від 1969 — доцент кафедри загальної фізики, від 1996 — доцент кафедри астрофізики, водночас 1960–69 — начальний станції оптичного спостереження штучних супутників Землі, 1977—2002 — директор, від 2002 — старший науковий співробітник астрономії обсерваторії. Основний напрям наукової діяльності — вдосконалення методики й апаратури забезпечення оптичного (візуального, фотографічно, електрофотометричного, лазерних) спостережень штучних супутників Землі. Автор низки праць з фізики напівпровідників і методики викладання фізики.